# Lucien Lévy-Dhurmer
Lucien Lévy-Dhurmer (Algeri, 30 settembre 1865 – Le Vésinet, 24 settembre 1953) è stato un pittore, scultore e ceramista francese.
Appartenne alla corrente pittorica dei simbolisti.

## Biografia
Lucien Lévy, detto Lucien Lévy-Dhurmer, era figlio di Salomon Lévy e di Pauline-Amélie Goldhurmer. All'età di 14 anni, nell'ottobre del 1879, entrò alla "Scuola comunale superiore di disegno e scultura" dell'XI arrondissement di Parigi. Seguì gli insegnamenti di Albert-Charles Wallet e di Louis-Joseph-Raphaël Collin, ambedue allievi di Alexandre Cabanel, come anche di Alexandre Vion, direttore della Scuola.
La sua prima partecipazione al "Salon des artistes français" data il 1882. Si trattava del rifacimento di un'opera famosa di Cabanel: La Naissance de Vénus. Lucien Lévy fu un allievo brillante, come attesta la lettera di raccomandazione di Alexandre Vion, datata il 27 luglio 1887, e che elenca dettagliatamente i diversi riconoscimenti che Lévy aveva ricevuto nel corso dei suoi studi alla Scuola comunale. 
Terminati gli studi, Lévy, per ragioni economiche, lavorò in un primo tempo come litografo, quindi, dal 1887 al 1895, come ceramista presso la manifattura di ceramiche artistiche di Clément Massier a Golfe Juan. Collezionando delle ceramiche d'ispirazione ispano-moresca, fece delle ricerche sugli smalti a riflessi metallici delle ceramiche e ne inviò alcuni pezzi al "Salon des Artistes français". Nel 1892 fu nominato Direttore dei Lavori d'Arte, e da quel giorno firmò le sue ceramiche assieme a Clément Massier.
Durante questa sua attività presso la fabbrica di ceramiche di Golfe-Juan, Lucien Lévy continuò a dipingere ad olio e a pastello, il che gli permise di essere presente nella mostra collettiva dei "Pittori dell'anima" nel 1896, che fu organizzata dalla rivista L'Art et la Vie nella hall del "Théâtre d'application de la Bodinière". In questo modo poté esporre a fianco di artisti come Edmond Aman-Jean, Émile-René Ménard, Alphonse Osbert, Carlos Schwabe, Émile Gallé, Alexandre Séon. 
Nel 1895 tornò a vivere a Parigi. In quell'anno conobbe il poeta Georges Rodenbach cui, per l'occasione, fece il ritratto. E, proprio grazie all'intermediazione di quest'ultimo che riuscì ad allestire la sua prima mostra monografica nella galleria Georges Petit nel 1896, con il nome di Lucien Lévy-Dhurmer (aggiungendo cioè al suo cognome una parte di quello di sua madre). Nella mostra presentò un insieme di 24 opere, di cui 16 pastelli, 2 sanguigne e 5 dipinti. Alcune di esse fanno oggi parte delle sue opere più note, come: Bourrasque, Le Silence, Portrait de Georges Rodenbach, Eve, Mystère.
Questa sua presenza alla galleria Petit diede a Lévy una immediata notorietà, poiché la galleria organizzava abitualmente mostre di artisti già affermati e esposizioni internazionali assai selettive. In questa mostra comparvero opere molto vicine all'estetica simbolista, che ricevettero una certa approvazione da parte di Sar Péladan, che scrisse a Lévy: 
"Saprete certamente, Monsieur, quale sia il carattere estetico della Rose-Croix. Non avrete dunque che da scrivermi in febbraio e verrò da voi a chiedere le vostre opere. Cordialità. Sar Péladan".
Ma non risulta che Lévy abbia accettato quest'invito. 
Si attirò anche la simpatia di artisti come Émile Bernard, o Gustave Moreau, e fece la conoscenza di Pierre Loti grazie a Georges Rodenbach. Divenne inoltre amico di quei due scrittori dalle cui opere traeva spesso ispirazione, principalmente dai testi Bruges-La-Morte e Au Maroc. Fece anche il ritratto di Pierre Loti, che, particolarmente soddisfatto, lo ringraziò con una lettera:
Tante volte mi sono rimproverato di non avervi ringraziato a sufficienza per aver realizzato la sola immagine di me che resterà .
Negli anni seguenti Lévy partecipò a qualche mostra collettiva e a molti "Salon". Allestì anche 8 mostre personali. Nonostante fosse sempre attirato dall'iconografia simbolista, che è presente nella maggior parte delle sue opere, nel suo atelier di Parigi realizzò numerosi ritratti su commissione privata, in verità assai diversi dalle sue prime aspirazioni artistiche.
Dopo il 1900, Lucien Lévy sperimentò una tecnica diversa, con colori densi e spesso nettamente azzurrati, che mantenne sino alle ultime sue opere, quando l'ispirazione simbolista era ormai dimenticata da tempo..
Il 6 gennaio 1914 sposò Emmy Fournier, cui diede il soprannome di Perla. Emmy era in quel tempo capo-redattrice del giornale femminista "La Fronde".
Lucien Lévy-Dhurmer è morto nel 1953 a Le Vesinet, all'età di 88 anni.

## I viaggi
Dal 1897 Lévy-Dhurmer intraprese numerosi viaggi in Europa e nel Vicino Oriente (Italia, Spagna, Paesi Bassi, Nord Africa, Turchia, etc,). dai quali tornò riportando disegni, appunti e pitture di paesaggi idealizzati. Questo materiale, sviluppato e completato poi a Parigi, fu oggetto di numerose mostre personali.

Continuando la tradizione del Grand Tour, Lévy iniziò questa serie di viaggi a partire dall'Italia, dove la sua ispirazione risentì delle opere dei grandi maestri del Rinascimento, per poi modificarsi ogni volta che egli prendeva contatto con le diverse regioni mediterranee, portando la sua espressione pittorica, in alcuni quadri, verso una forma di puntinismo diffuso e un uso di colori sempre più chiari e luminosi. 
Lévy, durante i suoi viaggi, riempì i suoi fogli di prove e di schizzi che in seguito utilizzò nelle sue composizioni a pastello e anche ad olio. Alcuni di essi sono visibili nel dipartimento di Arti grafiche del Louvre.

## Le mostre

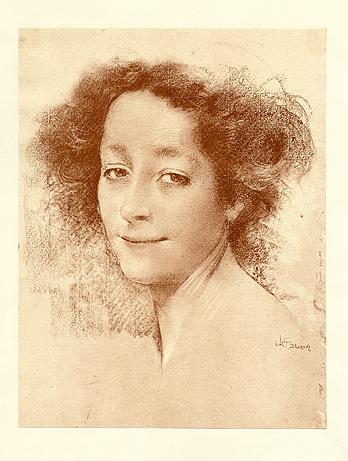
Belle d'antan

Lungo tutta la sua carriera espose nei Salon: 
- Salon della "Société des artistes français": 1882, 1884-1887, 1889, 1895-1897.
- Salon della "Société nationale des beaux-arts"[11]: 1892, 1894, 1898, 1903, 1908-1914, 1920-1924.
- Salon della "Société des Pastellistes Français"[12]: 1897, 1903, 1904, 1907, 1912.
- Salon della "Société des peintres orientalistes français"[13]: 1902-1906, 1908-1914, 1917, e 1933.
- "Salon d'automne"[14]: 1903, 1907, 1919-1921, 1931, 1932, 1935, 1936

Nel 1900 ottenne una medaglia di bronzo all'Esposizione universale del 1900. Due anni dopo fu insignito dell'Ordine nazionale della Légion d'honneur.. 
Allestì inoltre numerose mostre personali: 
- 1896 : Dal 15 gennaio al 15, "Società di edizioni letterarie e artistiche" – Esposizione Lévy-Dhurmer
- 1917 : Dal 3 al 24 dicembre 1917, Gallerie Devambez, Parigi - Esposizione Les Mères pendant la Guerre
- 1922 : Dal 15 al 30 maggio 1922, Gallerie J. Allard, Parigi - Esposizione Visions de Montagnes (Massif du Mont Blanc)
- 1924 : Dal 7 al 22 novembre 1924, Galleria Georges Petit, Parigi - Esposizione Lévy-Dhurmer
- 1927 : Dal 20 dicembre 1927 al 3 gennaio 1928, Galleria degli artisti Francesi, Bruxelles - Esposizione delle opere di Lucien Lévy-Dhurmer[17]
- 1937 : Dal 25 gennaio al 17 luglio 1937, Galleria Charpentier, Parigi - Esposizione L. Levy-Dhurmer Peinture et études d'époques différentes
- 1952 : Dal 9 ottobre al 17 novembre 1952, Museo di arti decorative di Parigi - Retrospettiva di Lucien Lévy-Dhurmer

## Opere
- Florence, verso il 1898, pastello, Parigi, Musée d’Orsay[18].
- Mystère o La femme à la médaille, 1896, pastello e rilievi in oro su carta applicata su cartone, Parigi: Museo d'Orsay.[19] Numerose altre opere di Lévy-Dhurmer si trovano al Musée d'Orsay[20].
- La Sorcière, 1897, pastello su carta, Parigi, Musée d’Orsay.
- Le Silence, 1895, pastello, Parigi, Musée d'Orsay.
- Les aveugles à Tanger, 1901, pastello su carta, Parigi, Musée d’Orsay.
- L’explorateur perdu, 1896, pastello su carta, Parigi, Musée d’Orsay.
- Méduse, 1897, pastello e carboncino su carta incollata su cartone, Parigi, Musée d’Orsay.
- Portrait de Georges Rodenbach, verso il 1895, pastello su carta, firmato in basso a sinistra: "L. Lévy-Dhurmer", Parigi, Musée d'Orsay.
- Portrait de Pierre Loti o Fantôme d'Orient, 1896, pastello, Bayonne, Museo basco.
- Portrait de Mademoiselle Carlier, verso il 1910, pastello su carta; Parigi, Musée d'Orsay.
- Feux d'artifice à Venise, n.d., pastello su carta grigia e cartone incollato, Parigi, Museo del Petit Palais
- Torse de femme vue de face, n.d., pastello su carta grigia, Parigi, Museo del Petit Palais.
- Torse de femme vue de dos, n.d., pastello su carta grigia, Parigi, Museo del Petit Palais.
- Le Marocain o Le Fanatique, verso il 1900, olio su tela, Parigi, Museo del Quai Branly[21],
- Notre Dame de Penmarc'h, 1896, olio su tela, firmato e datato in basso a destra: "L. Lévy-Dhurmer / 1896", Museo di belle arti di Quimper.
- Eve, 1896, pastello e tempera, collezione privata.
- Bourrasque, verso il 1896, pastello su carta, Parigi, collezione privata.
- La mort d'Atala, pittura su porcellana, Casa di Chateaubriand[22]
- Alfred-Philippe Roll (1847-1919), 1913, pastello su carta, Museo della Storia di Francia (Versailles), Museo nazionale del castello di Versailles[23]
- Allée bordée de grands arbres, schizzo, Museo del Louvre, dipartimento di Arti grafiche[24]
- Âne à corps d'homme lisant dans une bibliothèque, schizzo, Museo del Louvre, dipartimento di Arti grafiche[25]
- Les Mères pendant la guerre: douze compositions inédites, 1917, Parigi, Museo di Storia contemporanea.
- Fileuse, olio su tela, collezione Djillali Mehri.

## La musica
Anche la musica ha il suo posto nell'opera di Lévy-Dhurmer. Amico di Debussy, l'artista si ispirò alle sue composizioni per creare delle opere che avessero la medesima atmosfera. Ciò avvenne anche per le composizioni di Gabriel Fauré o di Beethoven. Alcuni esempi:

- Les Roses d'Ispahan, da una melodia di Fauré.
- L'Après-midi d'un faune, dalla nota composizione di Debussy. Collezione privata.
- Trittico Beetoveniano, del 1906 circa, eseguito a pastello e matita nera su carta grigia; si trova al Museo del Petit Palais di Parigi: "Inno alla gioia", "Beethoven", "L'Appassionata".

## Opere di arredo

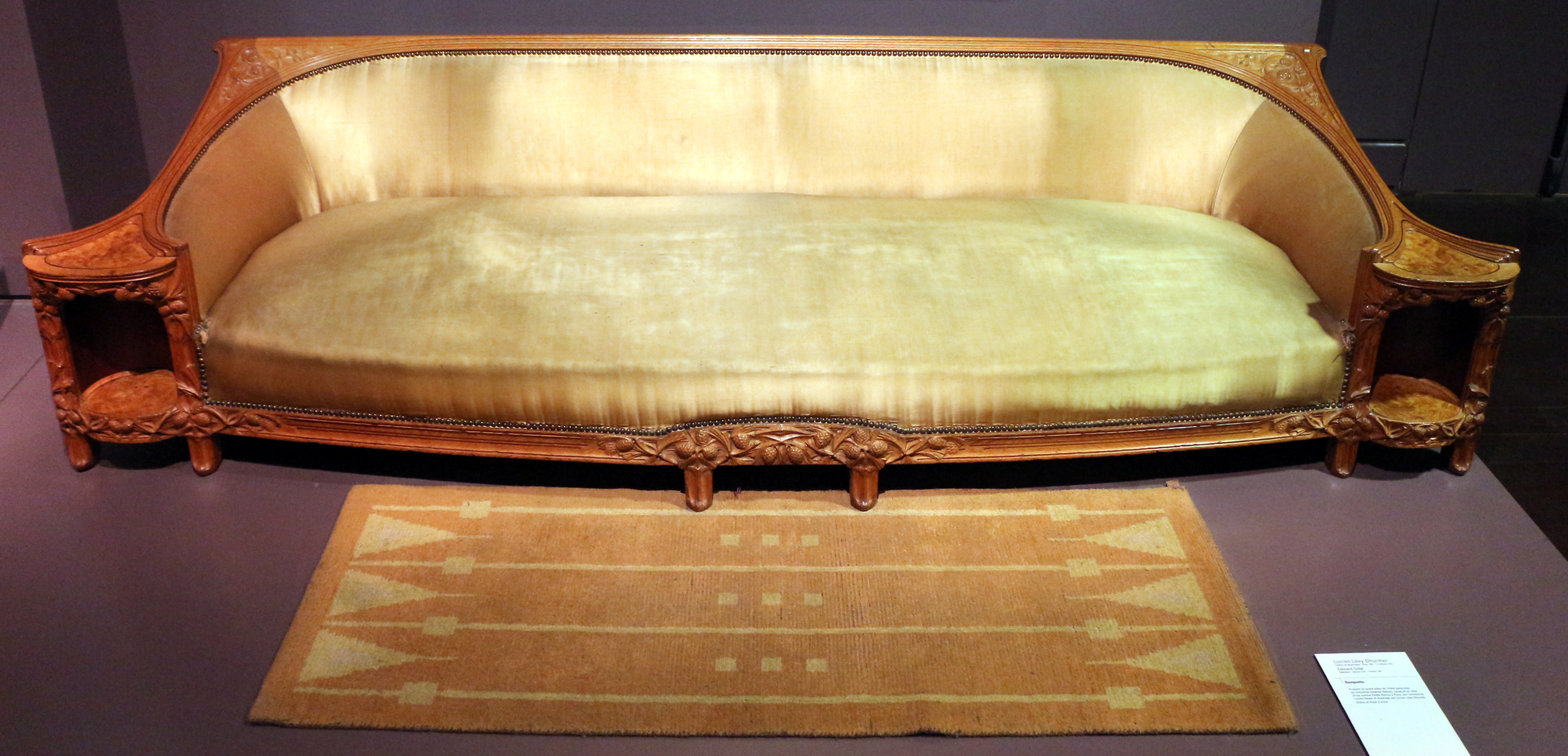
Divano, 1910.

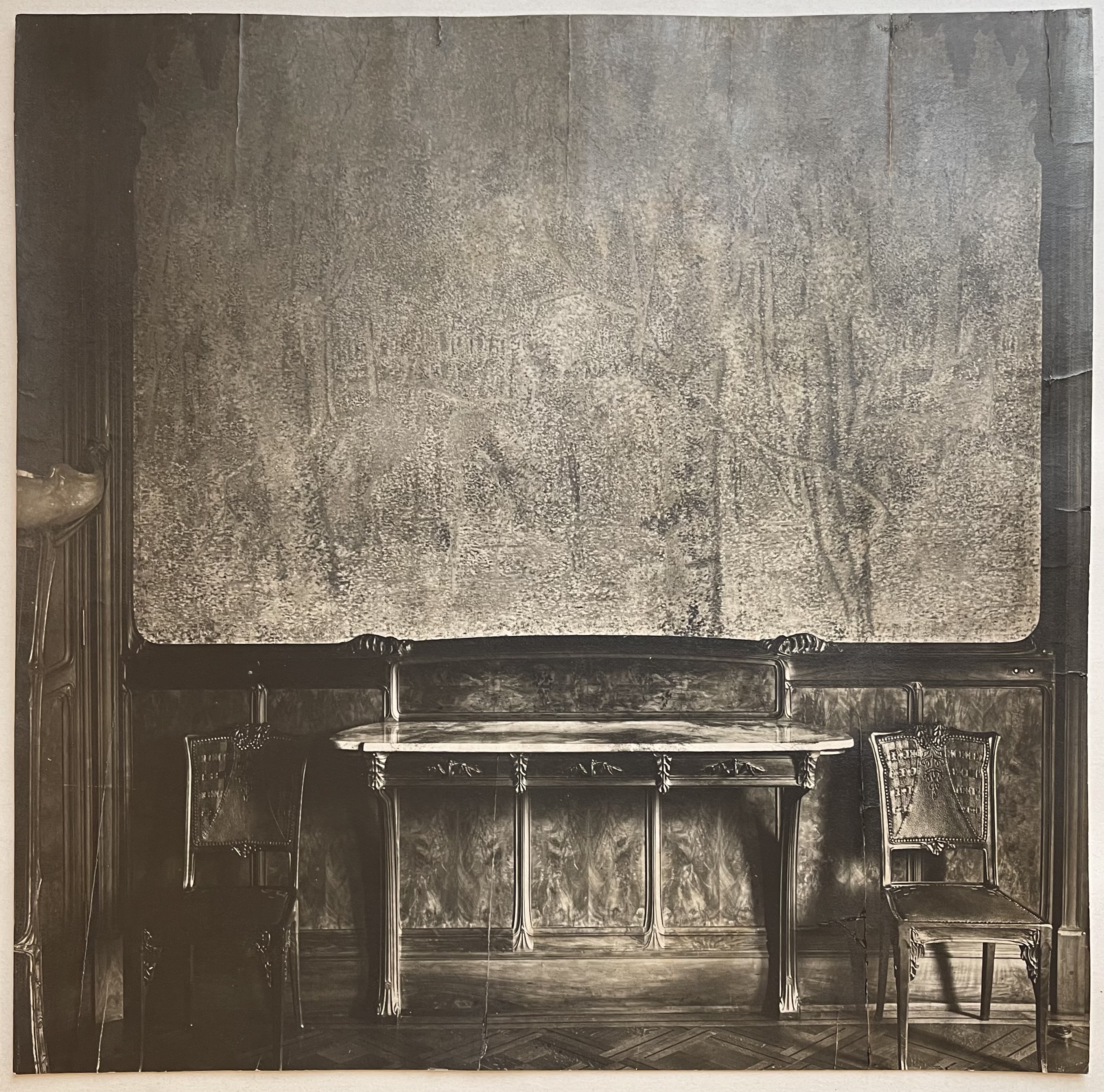
Una parete dalla salla da pranzo"Wisteria", fotografata appena finita per Auguste Rateau, 1914

Lucien Lévy-Dhurmer realizzò anche alcuni esemplari di mobili e diversi arredi. Una delle sue opere è la sala da pranzo dell'albergo di Auguste Rateau in stile Art Nouveau: Wisteria Dining room conservata al Metropolitan Museum of Art di New York e realizzata fra il 1910 e il 1914. Il tavolino, conservato nelle collezioni del Museo d'Orsay, proviene anch'esso da quell'albergo, per il quale Lévy-Dhurmer fu incaricato di tutto l'arredamento interno. In questo modo il suo lavoro divenne quasi un'opera di arte totale, poiché l'artista concepì tutta l'architettura della sala, il mobilio e persino le maniglie delle porte e dei cassetti.

### Testi principali
- Archivi Zagorowsky, Documentazione del Musée d'Orsay, ODO 1996.33
- Bojidar Karageorgevitch, « L.L.-Dhurmer », in La Revue : Art, ca. 1904.
- Gabriel Mourey, « A dream painter L. Lévy-Dhurmer », in The Studio, febbraio 1897.
- Félix Polak, « Exposition Lévy-Dhurmer », in Art et chiffons, 8 febbraio 1896, n°6.
- Jacques Sorrèze, « Artistes contemporains L. Lévy-Dhurmer », in Revue de l'art ancien et moderne, 10 aprile 1900.
- Léon Thévenin, La Renaissance païenne, Studio su Lévy-Dhurmer, Parigi, L. Vanier, 1898.

### Testi complementari
- Françoise Barbe, Clarisse Duclos: Le portrait chez Lévy-Dhurmer, Parigi, Università Paris-Sorbonne, 1982.
- Geneviève Lacambre, « Lucien Lévy-Dhurmer 1865-1953 », in La Revue du Louvre, Parigi, 1973, n°1, pag. 27-34.
- Christine Peltre, Les Orientalistes, Parigi, Hazan, 1997.
- Jean-David Jumeau-Lafond, "Lucien Lévy-Dhurmer", in Les Peintres de l'âme, le symbolisme idéaliste en France, cat. exp. Museo d'Ixelles, 1999.
- Deborah Sage, Les voyages de Lucien Lévy-Dhurmer (1865-1953), Parigi, Università Parigi Ovest Nanterre La Défense, 2009-2011, sotto la direzione di Claire Barbillon e Ségolène le Men.
- Lynne Thornton, Les Orientalistes, peintres voyageurs : 1828-1908, Parigi, ACR, 1983.
- Autour de Lévy-Dhurmer, visionnaires et intimistes en 1900. Esposizione Grand Palais, 3 marzo - 30 aprile 1973, Parigi, RMN, 1973.
- Symbolisme en Europe, Esposizione del Museo municipale di Belle Arti di Takamtsu, 1 novembre - 8 dicembre 1996. Museo di Belle Arti di Bunkamura, Tokyo, 14 dicembre 1996 - 9 febbraio 1997. Museo municipale d'arte di Himeji, 15 febbraio - 30 marzo 1997, Tokyo, Tokyo Shimbun, 1996.